# Заря (Якутия)
Заря́ — посёлок в Мирнинском районе Якутии. Входит в состав Чуонинского наслега.

## География
Расположен в 56 км от города Мирного, на ленской трассе.

## История
1 декабря 1957 года в посёлке был организован дорожно-строительный район № 3.
Заря с 1958 года во всех документах значится 40-м километром, так как с увеличением объёма строительных работ было принято решение перенести базу УС-19 из посёлка Мухтуя на 40-й километр. С этого момента 40-й километр официально стал называться посёлком Заря и начал формироваться как стационарный населённый пункт.
В феврале 1979 года УС-19 переименовано в трест «Мирныйдорстрой». За период с 1957 по 1978 год всеми подразделениями треста введено в эксплуатацию 698 километров автомобильных дорог, построены аэропорты в Якутске, Мирном, Полярном, речной порт в Якутске. Руководство этими и многочисленными другими стройками осуществлялось из посёлка Заря.

## Население
| 1989 | 2002 | 2010 | 2021 |
| ---- | ---- | ---- | ---- |
| 1200 | ↘562 | ↘242 | ↘103 |